# 李越
李 越（り えつ、? - 338年）は、五胡十六国時代成漢の人物。巴氐族（巴賨族）の出身。父は成漢の初代皇帝李雄。従兄は2代皇帝李班。

## 生涯
初代皇帝李雄の子であり、その治世の晩年に車騎将軍に任じられて江陽を鎮守していた。
玉衡24年（334年）6月、父の李雄が崩御すると従兄の李班が即位した。
9月、李越は李班が李雄の子でないのに後継ぎとされたことを不満に思っていた。李雄が亡くなると李越は成都に到来し、弟の李期と李班暗殺の計画を謀った。
10月、李班が夜に哭霊していた時、これに乗じて李越は殯宮に入り李班を殺害した。李越は李期が皇太后である任夫人に養育され、また多才多芸であったので皇位を継承させた。
李越は建寧王に封じられ、相国・大将軍・録尚書事に任じられた。
従父の李寿は国家の重鎮であり威名があったので、李越は彼を警戒した。李期と共に李寿の襲撃を企て、市橋を焼いてから出兵しようと考えた。
玉恒4年（338年）、李寿は先手を打って1万の兵を率いて涪城から成都へと進軍し、成都に到来した。李越はこれを全く予想しておらず、何の備えもしていなかった。李寿は成都城を制圧すると、李越を始めとした朝廷の重臣が政事を乱して社稷を傾けようと謀っているから、大逆不道の罪によって夷滅するようにと上奏した。李期はこれを拒む術を知らず、李越は殺害された。